# 少年 (雑誌)
『少年』（しょうねん）は、光文社発行の月刊少年漫画雑誌。1946年（昭和21年）11月に創刊、1968年（昭和43年）3月号をもって休刊。

## 歴史
創刊当初は戦前の『少年倶楽部』等の流れを汲み、A5判の読物中心の編集であった。その中で江戸川乱歩作の読物として少年探偵団シリーズが連載され、怪人二十面相と闘う名探偵・明智小五郎と、その助手の小林少年の話が喝采を浴びた。
しかし、『少年画報』や『冒険王』、『おもしろブック』などといった後発の少年雑誌が漫画や絵物語を中心とした編集で急成長を遂げると、同誌も漫画に力を入れるようになり、1952年に手塚治虫の漫画『鉄腕アトム』の連載が開始され、1954年1月号からは他誌に追随しサイズがB5判に拡大される。
昭和30年代（1955年 - ）に入ると横山光輝の『鉄人28号』、堀江卓の『矢車剣之助』といった漫画の連載で弾みをつけ、さらに30年代の後半には白土三平の『サスケ』、関谷ひさしの『ストップ!にいちゃん』、藤子不二雄A（当時は藤子不二雄）の『忍者ハットリくん』といった人気漫画作品を次々と生み出し、少年雑誌No.1の地位を『少年画報』から奪い取った。また、同誌は付録にも力を入れ、別冊付録としての小冊誌（漫画,ノンフィクション小説）が何冊も付いた他、様々な小物が付録として付けられる時もあった。
このように一世を風靡した少年月刊誌のひとつであったが、昭和40年代（1965年 - ）に入ると他の月刊誌同様、テレビと少年週刊誌の台頭によって売れ行きが伸び悩むようになり、1968年3月号限りで休刊を余儀なくされた。

## 復刻
光文社文庫から、『「少年」傑作集』として掲載作品（漫画・絵物語・口絵など）の一部を抜粋したシリーズが刊行された。作品だけでなく、本文広告なども当時のものが掲載されている。全6巻。
- 「少年」傑作集 第1巻　鉄腕アトムほか（1989年8月、ISBN 978-4-334-70997-6）
- 「少年」傑作集 第2巻　鉄人28号ほか（1989年10月、ISBN 978-4-334-71037-8）
- 「少年」傑作集 第3巻　ストップ!にいちゃんほか（1989年11月、ISBN 978-4-334-71055-2）
- 「少年」傑作集 第4巻　矢車剣之助ほか（1989年12月、ISBN 978-4-334-71071-2）
- 「少年」傑作集 第5巻　忍者ハットリくんほか（1990年1月、ISBN 978-4-334-71086-6）
- 「少年」傑作集 小説・絵物語篇（1990年6月、ISBN 978-4-334-71166-5）